# Ramas esofágicas de la porción torácica de la aorta
Las ramas esofágicas de la porción torácica de la aorta, también conocidas como arterias esofágicas, son ramas para el esófago de la aorta torácica.

## Trayecto
En número de cuatro o cinco, nacen de la parte frontal de la aorta, y discurren oblicuamente hacia abajo en dirección al esófago, formando una cadena de anastomosis a lo largo de este, anastomosándose con las ramas esofágicas de la arteria tiroidea inferior arriba, y con las ramas ascendentes de la arteria frénica inferior izquierda y gástrica izquierda abajo.

## Distribución
Son arterias que irrigan el tercio medio del esófago.